# Ист Атлантик Бич (Њујорк)
Ист Атлантик Бич (енгл. East Atlantic Beach) насељено је место без административног статуса у америчкој савезној држави Њујорк.

## Демографија
По попису из 2010. године број становника је 2.049, што је 208 (-9,2%) становника мање него 2000. године.
| Група             | 2000.         | 2010.         |
| Белци             | 2.130 (94,4%) | 1.889 (92,2%) |
| Афроамериканци    | 7 (0,3%)      | 14 (0,7%)     |
| Азијати           | 20 (0,9%)     | 22 (1,1%)     |
| Хиспаноамериканци | 80 (3,5%)     | 109 (5,3%)    |
| Укупно            | 2.257         | 2.049         |